# Расстанный переулок
Расста́нный переулок — переулок в Фрунзенском районе Санкт-Петербурга. Проходит от Расстанной улицы до набережной реки Волковки.

## История
Современное название Расстанный переулок известно с 1849 года, присвоено от наименования Расстанной улицы, которая в свою очередь получила название от находившегося на углу с Лиговским проспектом питейного дома «Растанье».

## Достопримечательности
- Автобусный парк № 1
- музей-некрополь «Литераторские мостки»
- Старообрядческий мост